# Frankenstraße 32 (Stralsund)

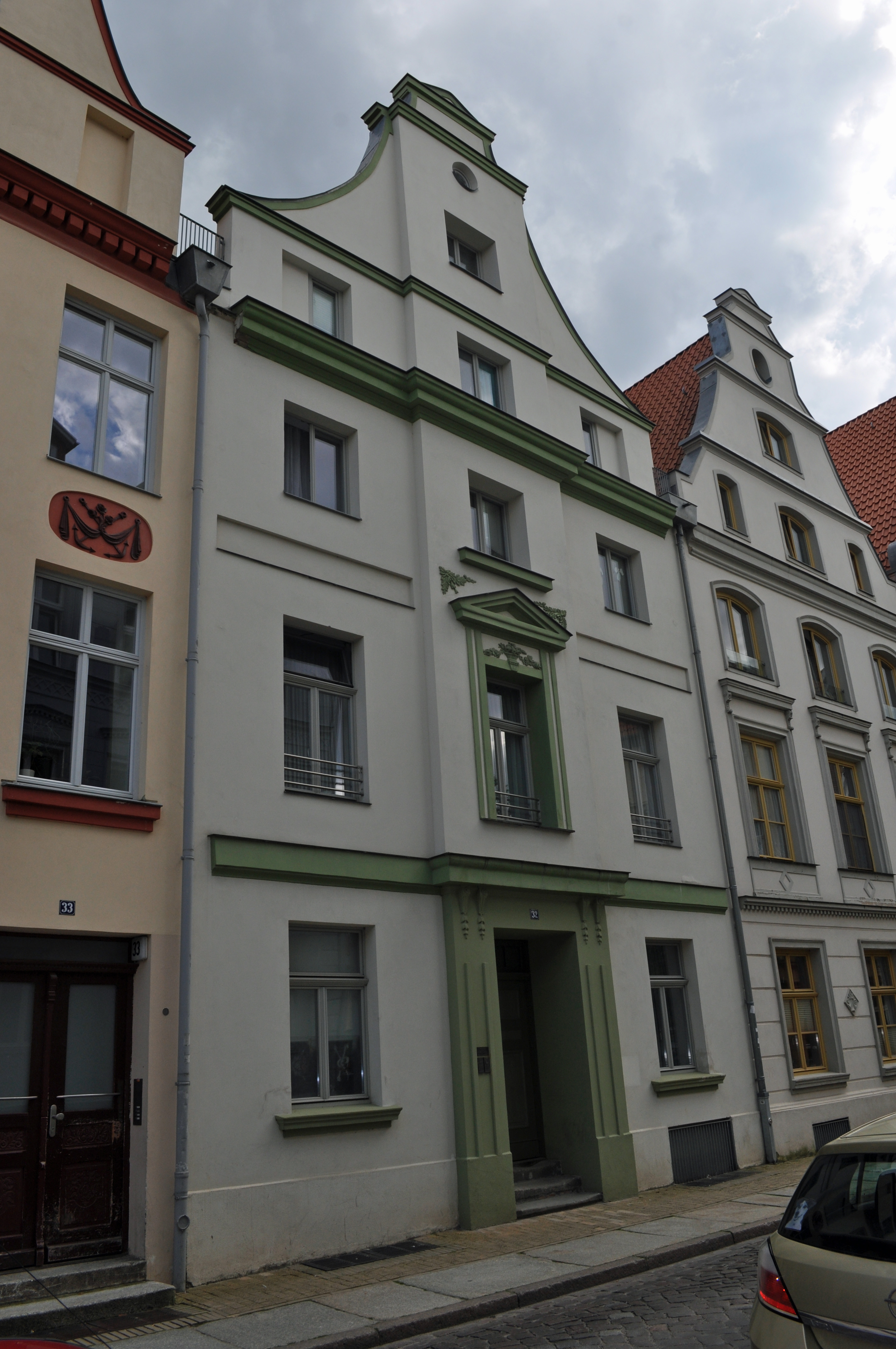
Das Haus Frankenstraße 32 Stralsund (2011)

Das Haus mit der postalischen Adresse Frankenstraße 32 ist ein unter Denkmalschutz stehendes Gebäude in der Frankenstraße in Stralsund.
Das zweieinhalbgeschossige und dreiachsige, verputzte Giebelhaus mit Schweifgiebel, ursprünglich ein mittelalterlicher Backsteinbau, stammt aus der zweiten Hälfte des 19. Jahrhunderts.
Ein schwach ausgeprägter Mittelrisalit ist bis in den geschweiften Giebel hinauf geführt; im Erdgeschoss beherbergt er das gerahmte Portal.
Das Haus liegt im Kerngebiet des von der UNESCO als Weltkulturerbe anerkannten Stadtgebietes des Kulturgutes „Historische Altstädte Stralsund und Wismar“. In die Liste der Baudenkmale in Stralsund aus dem Jahr 1997 ist es mit der Nummer 229 eingetragen.